# Mikhaïl Antipov
Mikhaïl Antipov est un joueur d'échecs russe né le 10 juin 1997 à Moscou.
Au 1er juillet 2020, Antipov est le 47e joueur russe avec un classement Elo de 2 584 points.

## Biographie et carrière
En 2012, Mikhaïl Antipov finit deuxième-troisième du tournoi d'échecs de Sarajevo à égalité de points avec le vainqueur.
Grand maître international depuis 2013 (à seize ans), Antipov remporta le Championnat du monde d'échecs junior en 2015.  Ce résultat le qualifiait pour la Coupe du monde d'échecs 2017 à Tbilissi où il fut éliminé au premier tour par Ievgueni Tomachevski.
Il remporta le tournoi rapide du festival d'échecs de Bienne en 2018 et 2019.
En 2019, il remporte l'open international de Netanya avec 7,5 points sur 9.
En juillet 2022, il remporte le World Open (échecs) disputé à Philadelphie, après départages en blitz devant Armen Mikaelian, Jeffery Xiong, Zhou Jianchao, Pablo Salinas Herrera, Brandon Jacobson, Semion Khanine et Lê Tuấn Minh.
Lors de la Coupe du monde d'échecs 2023, Antipov est éliminé au deuxième tour par Nils Grandelius.
| Année | Lieu     | Résultat      | Ultime adversaire    | Adversaires battus |
| ----- | -------- | ------------- | -------------------- | ------------------ |
| 2017  | Tbilissi | premier tour  | Ievgueni Tomachevski |                    |
| 2023  | Bakou    | deuxième tour | Nils Grandelius      | Josiah Stearman    |